# Oldsmobile 442

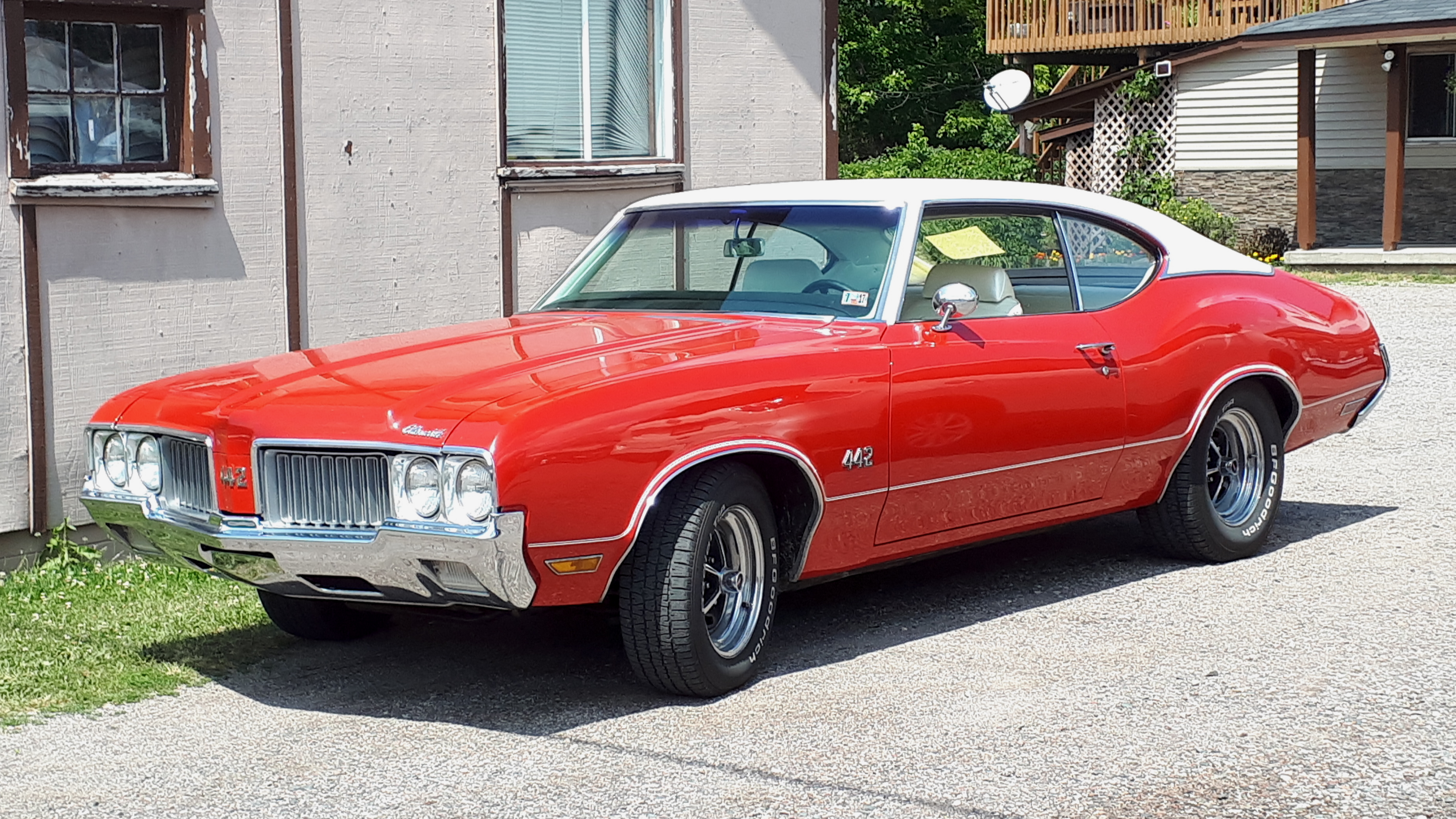
Oldsmobile 442

Der Oldsmobile 442 war ein von der amerikanischen Automobilmarke Oldsmobile, die zum General Motors Konzern gehörte, mit Unterbrechungen von 1964 bis 1991 produziertes leistungsstarkes Coupé oder Cabriolet, in den Anfangsjahren auch als Limousine. Er zählte in den 1960er und Anfang der 1970er Jahre zu den Muscle-Cars. Seine Zusatzbezeichnung 442 bezieht sich ursprünglich auf seinen 4-Barrel-Vergaser (Doppel-Registervergaser), sein 4-Gang-Getriebe und seine 2-Rohr-Auspuffanlage.
Der 442 wurde als Ausstattungspaket im Modelljahr 1964 erstmals eingeführt und basierte auf dem Oldsmobile-Mittelklassemodell Oldsmobile Cutlass oder dessen Grundmodell Oldsmobile F-85. Von 1968 bis 1971 firmierte der 442 als eigenständige Modellreihe, wurde danach aber wiederum als reines Ausstattungspaket vermarktet. Oldsmobile belebte den Namen in den 1980er Jahren auf Basis des heckgetriebenen Cutlass Supreme zu Beginn der 1990er Jahre als Ausstattungspaket am Cutlass neu.

## Modellgeschichte

### Ausstattungslinie des F-85 (1964–1967)
1964

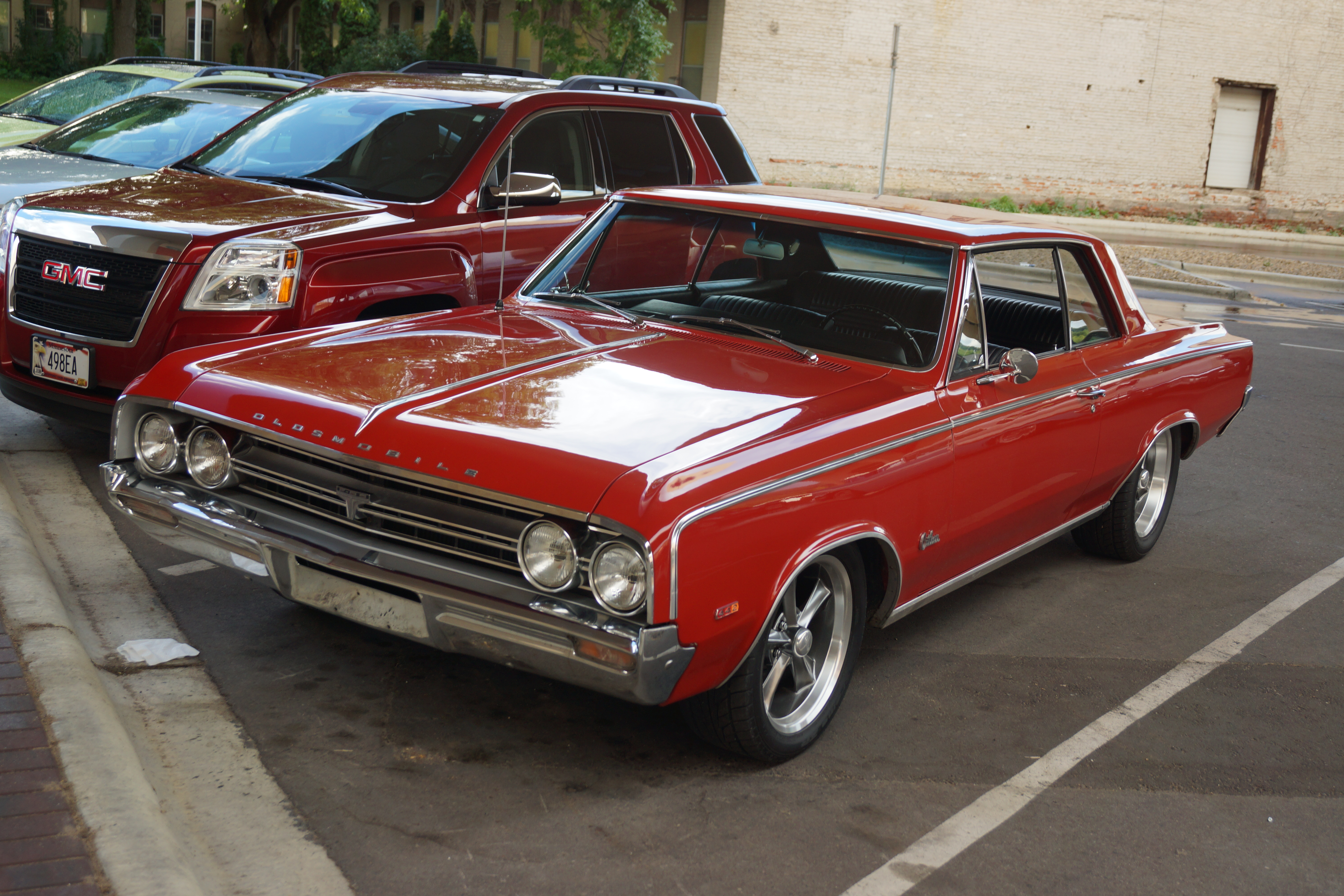
1964 Oldsmobile Cutlass 442

Der 442 entstand als Oldsmobiles rasche Antwort auf den Pontiac GTO, der sich unerwarteterweise als großer Erfolg erwiesen hatte.
Aufgrund des späten Starts gegen Ende des Modelljahres und der intern umstrittenen Konfiguration des GTO (genau betrachtet stellte er eine Verletzung der damaligen Konzernvorgaben dar, in den Mittelklassemodellen keine Motoren über 5,4 Liter Hubraum anzubieten), hielt sich Oldsmobile bei der Technik des 442 bewusst zurück. Offiziell handelte es sich beim 442-Paket um die B09 Police Apprehender-Option, also ein Technikpaket für Polizeifahrzeuge, mit 5,4-Liter-V8-Motor, Doppel-Registervergaser, Doppelauspuff und schärferer Nockenwelle, womit die Maschine auf eine Leistung von 310 PS (nach Brutto-SAE-Norm) kam. Das maximale Drehmoment blieb mit 483 Nm unverändert, fiel aber statt bei 2800 erst bei 3600/min an. Teil des Pakets waren ein manuelles Vierganggetriebe und das spezielle Polizei-Fahrwerk mit härteren Federn vorne und hinten, härteren Stoßdämpfern, stärkerem vorderen Stabilisator und einem, für diese Zeit unüblich, hinteren Stabilisator.
Das Paket nannte sich 4-4-2; diese Ziffernfolge stand für 4-Barrel-Vergaser (Doppel-Registervergaser), Vierganggetriebe und Doppelauspuff. Gegen einen Aufpreis von US-$ 285 war es für alle Oldsmobile F-85 mit Ausnahme der Kombis lieferbar; zumeist wurde es aber für die Hardtop-Coupés geordert. Werksunterlagen zufolge entstanden ca. 10 viertürige Limousinen mit dem B09-Paket.
Die Zeitschrift Motor Trend testete einen frühen 4-4-2 und maß für den 1558 Kilogramm schweren Wagen 7,5 Sekunden für den Spurt von 0 auf 100 km/h sowie 15,5 Sekunden über die stehende Viertelmeile, bei einer erreichten Endgeschwindigkeit von 145 km/h und eine Höchstgeschwindigkeit von 185,6 km/h. 2999 Exemplare wurden verkauft.
1965
Nachdem der großvolumige GTO die offizielle Billigung des Konzerns gefunden hatte, zögerte Oldsmobile nicht, mit einem hubraumstarken 442 nachzuziehen. Das B09-Paket wurde in 442 umbenannt, der Preis auf US-$ 190 für den F-85 Standard / Deluxe und US-$ 156 für den F-85 Cutlass gesenkt. Serienmäßig war jetzt Oldsmobiles 6,6-Liter-V8 (nach amerikanischem Maß 400 in3), und 442 wurde nun offiziell als 400 Kubikzoll, 4-Barrel-Vergaser und Doppelauspuff definiert. Die Maschine leistete 345 SAE-PS und 599 Nm. Serie war ein manuelles Dreiganggetriebe, gegen Aufpreis gab es vier Gänge oder Oldsmobiles Zweigangautomatik.
Car and Driver testete einen 442 mit Vierganggetriebe und kam über die Viertelmeile auf 15 Sekunden und 157 km/h; von 0 auf 100 km/h soll er 5,5 Sekunden benötigt haben. Der Automatik-Testwagen von Car Life durcheilte die Viertelmeile in 15,5 Sekunden und 142 km/h und kam in 7,8 Sekunden auf 100 km/h. Der Absatz des 442 stieg auf 25.003 Exemplare.
1966
Der 442 des Modelljahres 1966 erhielt, wie alle F-85-Modelle, ein kleines Facelift. Zwei zusätzliche Motoren standen gegen Aufpreis zur Wahl: der L69 mit drei progressiv arbeitenden Carter-Registervergasern, mit 360 SAE PS und 599 Nm angegeben, und der seltene W30. Der 442-Basismotor hieß jetzt L78 und kam mit einem Doppel-Registervergaser auf 350 SAE-PS und 599 Nm.
Die W30-Maschine besaß eine Frischluftzuführung (über Schläuche wurde den Vergasern von der Stoßstange her Kaltluft zugeleitet) und eine schärfere Nockenwelle; dennoch entsprachen seine angegebenen Leistungswerte offiziell denjenigen des L69. Die Batterie wurde in den Kofferraum verlegt, um Raum für die Schläuche zu schaffen; aus diesem Grund war der W30 für das Cabriolet nicht lieferbar. Nur 54 Exemplare des W30 verließen das Werk in einem 442, weitere 97 Motoren gingen für nachträgliche Installationen an die Händler.
Car Life testete einen Viergang-442 mit dem L69 und maß 6,3 Sekunden für den Sprint auf knapp 100 km/h und über die Viertelmeile 14,8 Sekunden und 156 km/h. Motor Trend kam mit einem ähnlichen Wagen auf 7,2 Sekunden bzw. 15,2 Sekunden und 155,4 km/h.
Der Absatz sank auf 21.997 Autos. Damit stellte der 442 etwa 10 Prozent des Cutlass-Absatzes, während der GTO fast ein Drittel aller verkauften Pontiac-Mittelklassemodelle stellte.
1967

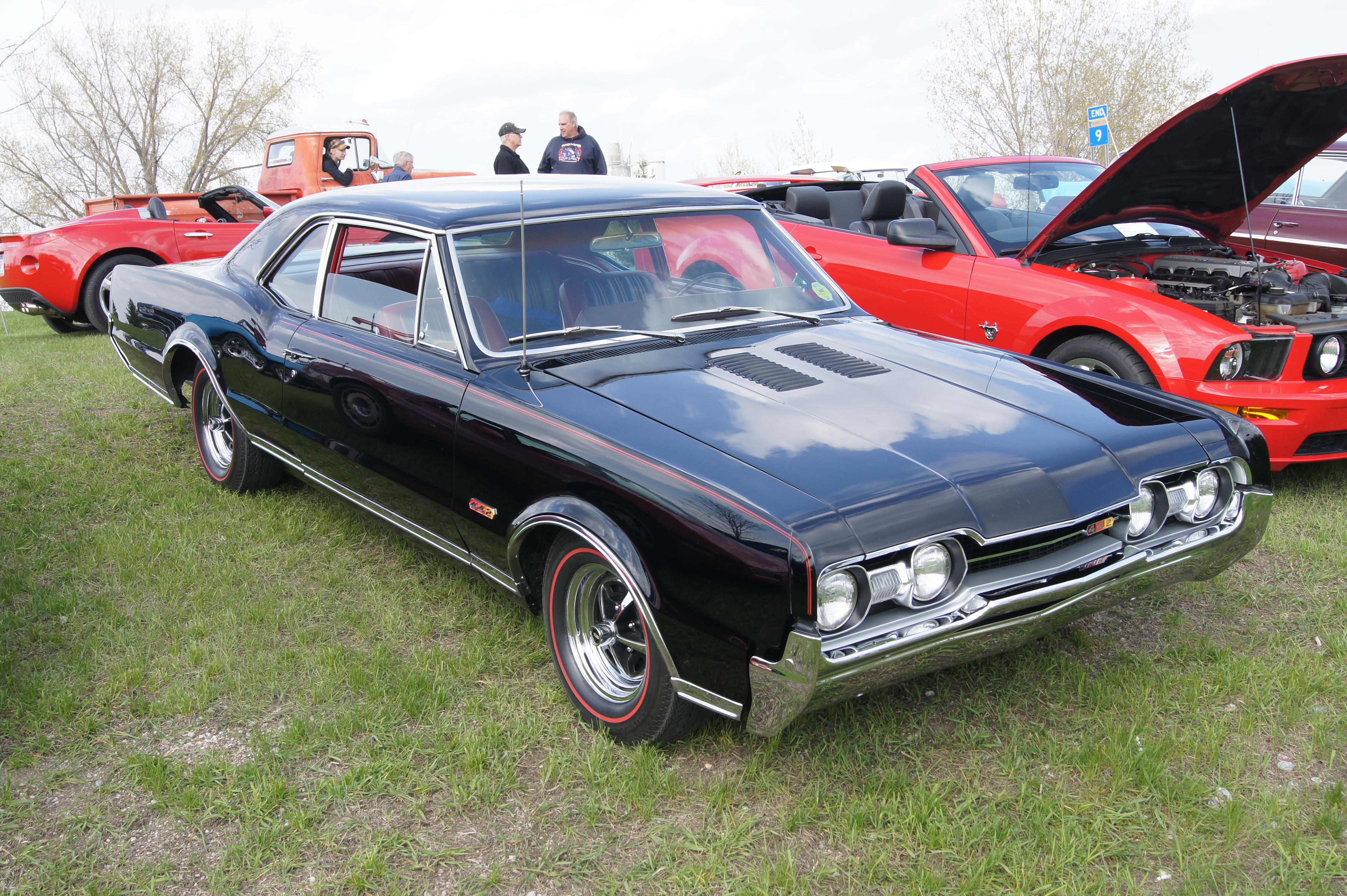
1967 Oldsmobile Cutlass Supreme 442

Styling und Basismotors des 442 blieben im Modelljahr 1967 unverändert, die aufpreispflichtige Automatik (Turbo-Hydramatic von GM) besaß drei Gänge. Ein neues Extra waren vordere Scheibenbremsen.
Ein neues GM-Dogma sah vor, dass es Mehrvergaseranlagen konzernweit nur noch in der Chevrolet Corvette geben dürfe; das war das Ende des L69 mit seinen drei Vergasern. Den W30 gab es weiterhin, wenn auch mit Quadrajet-Doppel-Registervergaser anstelle der drei einzelnen Registervergaser des Vorjahres. Zum W30-Paket gehörten jetzt auch Radhausverkleidungen aus rotem Kunststoff. Für Homologationszwecke im Rahmen der National Hot Rod Association (NHRA) entstanden 502 W30-Motoren, dazu eine nicht bekannte Anzahl an Motoren für die Nachrüstung bei den Händlern.
Cars testete einen W30-442 mit Viergang-Sportgetriebe und 4,33er-Hinterachse und erreichte mit dem völlig serienmäßigen Fahrzeug 14,1 Sekunden und 166 km/h über die stehende Viertelmeile. Von 0 bis 100 km/h vergingen 6,5 bis 6,7 Sekunden.
Der Absatz des 442 erholte sich etwas und erreichte 24.833 Stück.

### Eigenes Modell (1968–1971)
Von 1968 bis 1971 rangierte der 442 als eigene Modellreihe.
1968
Beim neuen Modell des Modelljahres 1968 belief sich der Radstand auf 2845 mm; über 33.000 Exemplare konnten abgesetzt werden.
Beim Hubraum blieb es zwar bei 6,5 Litern, doch wurden im Interesse höheren Drehmoments und geringerer Abgaswerte die Bohrung reduziert und der Hub verlängert. Der lange Hub verringerte aber auch die Drehfreude und die Leistungsentwicklung, und die 68er-Modelle galten als langsamer als die 67er-442. Der Basismotor wurde nach wie vor mit 350 SAE-PS angegeben, aber nur in Verbindung mit dem serienmäßigen Drei- und dem optionalen Vierganggetriebe; mit Automatik wurden 325 SAE-PS genannt. Beim W30 blieb es bei 360 SAE-PS. Alle 442-Basismotoren des Modelljahres 1968 waren (wie auch die Vorgänger 1967) in einem bronzenen Farbton lackiert, darüber saß ein feuerrotes Luftfiltergehäuse. Beim W30 führten die Ram-Air-Kaltluftschläuche von speziellen Einlässen unterhalb der Stoßstange (die gegen die hellroten Kunststoffeinsätze in den Radhäusern optisch stark abstachen) zu einem schwarzen Luftfiltergehäuse mit Chromdeckel auf der Oberseite. Auf Wunsch gab es den 442 jetzt auch mit einem schwächeren Turnpike Cruiser- (also einem Autobahn-) Paket mit Doppelvergaser; das Paket war bereits für den Cutlass Supreme lieferbar gewesen.
1968 tat sich Oldsmobile auch erstmals mit der Hurst Performance Research Corporation zusammen; gemeinsam entwickelte man den Hurst/Olds als anspruchsvolles Muscle Car; zuvor hatte sich Oldsmobile darauf beschränkt, seine sportlichen Wagen mit Schaltgestängen und -hebeln von Hurst auszustatten. Bei der limitierten Serie von 515 Hurst/Olds (459 Holiday Hardtop-Coupés und 56 Sport Coupés mit B-Säule) handelte es sich um reguläre 442, die allerdings zahlreichen optischen und technischen Modifikationen unterworfen wurden. Alle Wagen trugen eine Lackierung in Peruvian Silver (einer Oldsmobile-Toronado-Farbe), üppige schwarze und schmale weiße Zierstreifen, H/O-Embleme innen und außen (nur in diesem Modelljahr) und Armaturenbretteinsätze aus echtem Walnussholz. Den Hurst/Olds gab es mit zwei verschiedenen Motorvarianten, jeweils 7,5 Liter groß, rot lackiert und mit einem verstärkten W30 Turbo-Hydramatik 400 Automatikgetriebe kombiniert. Wagen mit Klimaanlage erhielten den W46-Motor und eine 3,08er-Hinterachse, Exemplare ohne Klimaanlage die W45-Maschine und eine Antriebsuntersetzung von 3,91:1. Beide Motoren waren mit 390 SAE-PS angegeben, der W45 besaß aber die Zylinderköpfe des W30 und die für höhere Drehzahlen geeignete Nockenwelle aus dem W31. Alle Autos wurden mit vorderen Einzelsitzen und Hurst Dual Gate-Schaltung samt kleiner Mittelkonsole ausgeliefert; ebenfalls serienmäßig waren zahlreiche 442-Extras wie Scheibenbremsen, verstärkte Kühlung und das FE2-Sportfahrwerk. Die roten Radhausauskleidungen und die Ram-Air-Anlage stammten vom W30. Zu den beliebteren Extras zählten eine Drehzahlmesser/Uhr-Kombination (im Werksjargon auf den schönen Namen tic-toc-tach hörend) und ein Lenkrad mit imitiertem Holzkranz.
1969

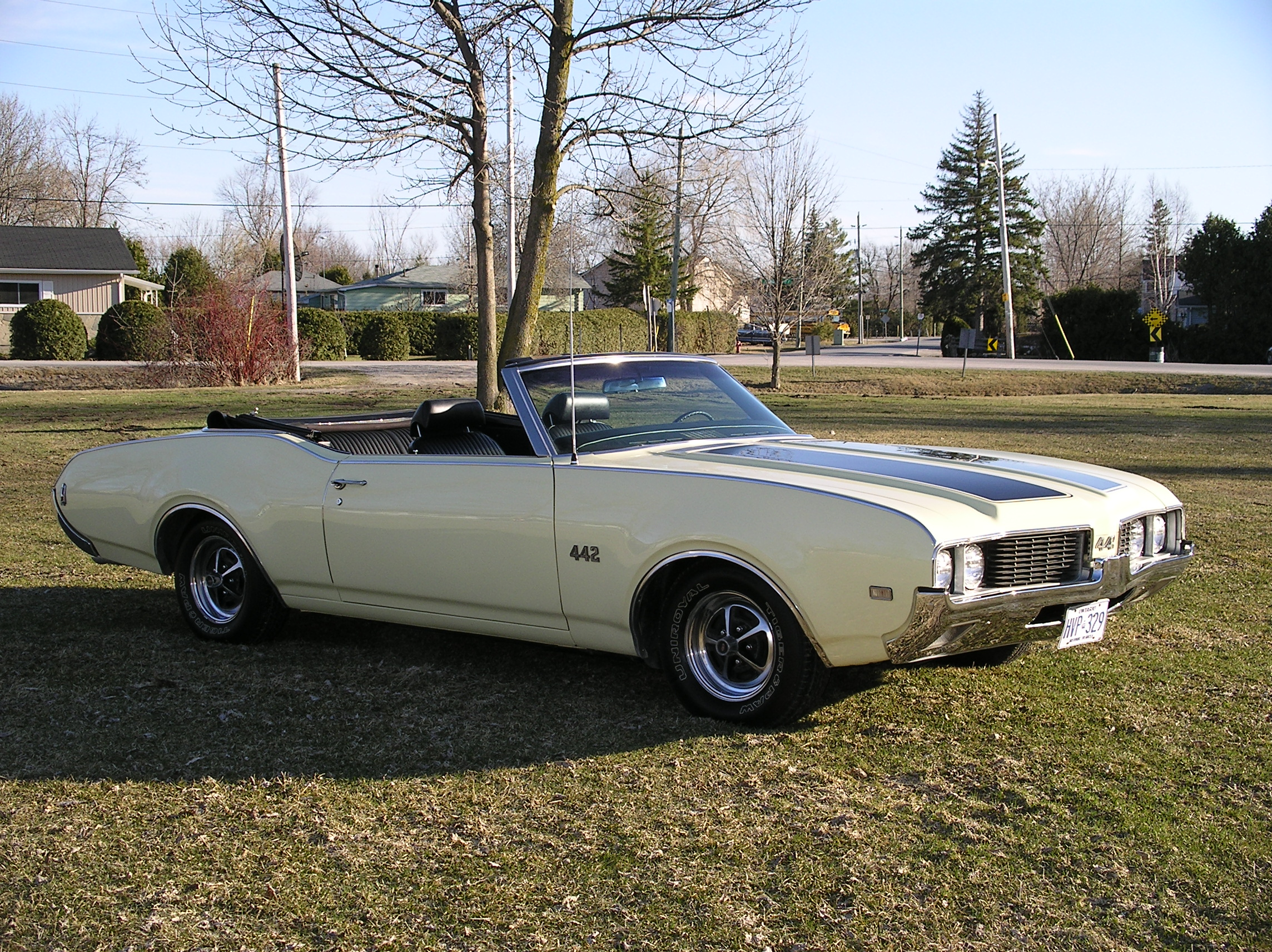
442 Cabrio, 1969

Die Änderungen bei Motoren und Getrieben gegenüber dem vorhergehenden Modelljahr waren minimal. Allerdings entfiel die Turnpike Cruiser-Option. Neu war hingegen ein weiteres Hochleistungstriebwerk; dieser W32 wartete mit der Kaltluftzuführung des W30 auf, besaß aber eine zivilere Nockenwelle, ähnlich dem Basismotor. Der W-32 war nur mit Automatik erhältlich; es entstanden 297 Stück, darunter jeweils 25 B-Säulen-Coupés und Cabrios.
Optisch wurde vor allem die Anordnung der Scheinwerfer geändert; die kleinen Zusatzscheinwerfer entfielen und es gab runde Doppelscheinwerfer.
1970

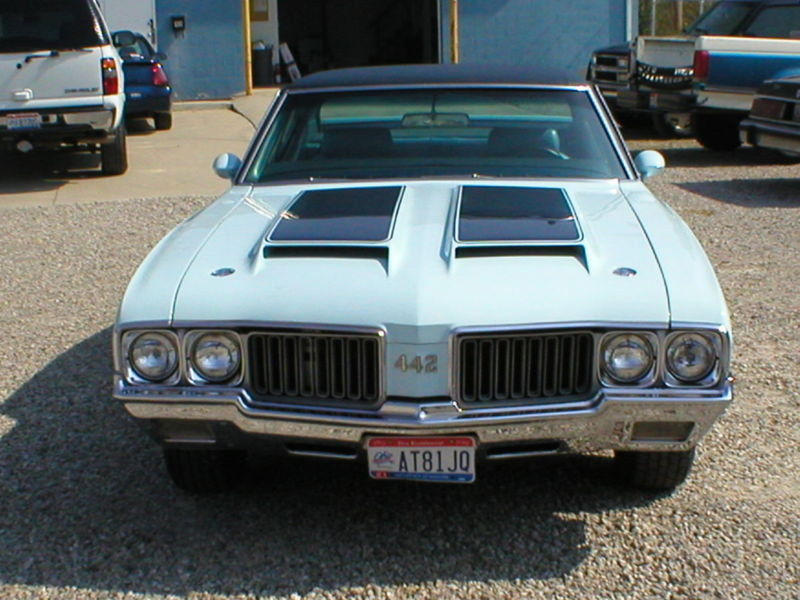
Oldsmobile 442 (azurblau), 1970

Für das Modelljahr 1970 war Oldsmobiles 7,5-Liter-V8 (455 in3) im 442 serienmäßig. Die Leistung war mit 365 brutto SAE-PS und 681 Nm angegeben, eine 370 brutto SAE-PS starke W30-Version gab es gegen Mehrpreis. Die Leistungswerte dürften untertrieben und unterhalb der echten Nenndrehzahl gemessen worden sein. Man nimmt an, dass diese Maschinen tatsächlich 410 bis 420 brutto SAE-PS leisteten. Der 442 fungierte in diesem Jahr bei den 500 Meilen von Indianapolis, gemeinsam mit einem Oldsmobile Cutlass, als Pace Car.
Die vordere Stoßstange des 1970er 442 ist im mittleren Teil nach unten versetzt, um so einen etwas größeren Lufteinlass zu ermöglichen. Für den W30 reichte dies nicht; dieser verfügte anstelle der Lufteinlässe unter der vorderen Stoßstange zur Kaltluftzuführung, die in den Modelljahren 1968 und 1969 Verwendung gefunden hatten, über eine spezielle Fiberglasmotorhaube, durch die die Luft in die Vergaser gelangte, ferner über einen Aluminium-Ansaugbrücke sowie Nockenwelle, Zylinderköpfe, Zündverteiler und Vergaser in Sonderausführung.
In der 2007er-Neuverfilmung von The Hitcher fahren die Hauptdarsteller einen 1970er 442.
1971
Das 1971er Modell, welches optisch dem 1970er entspricht gab es nur noch als Cabrio oder als Hardtop-Coupé. Aufgrund verringerter Verdichtungsverhältnisse lagen die Leistungen im Modelljahr 1972 generell niedriger; das betraf sämtliche GM-Motoren. Der Basismotor im 442 stand jetzt mit 340 netto SAE-PS im Katalog, der W30 mit netto SAE-350 PS. Die Leistungsangaben bis 1971 waren Bruttoangaben nach den Standards J245 und J1995, das heißt prinzipiell nicht mit den technischen Daten der Motoren vergleichbar, die nach DIN 70020 oder ISO 1585 gemessen wurden, da zum Testen der Leistung für den Betrieb des Motors notwendige, aber leistungsmindernde Bauteile wie Wasserpumpe, Generator und Lüfter entfernt und eine leistungssteigernde Abgasanlage angebaut wurden. Ab 1971 wurden dann die realeren netto SAE-PS angegeben.

### Ausstattungslinie des Cutlass (1972–1980)
1972

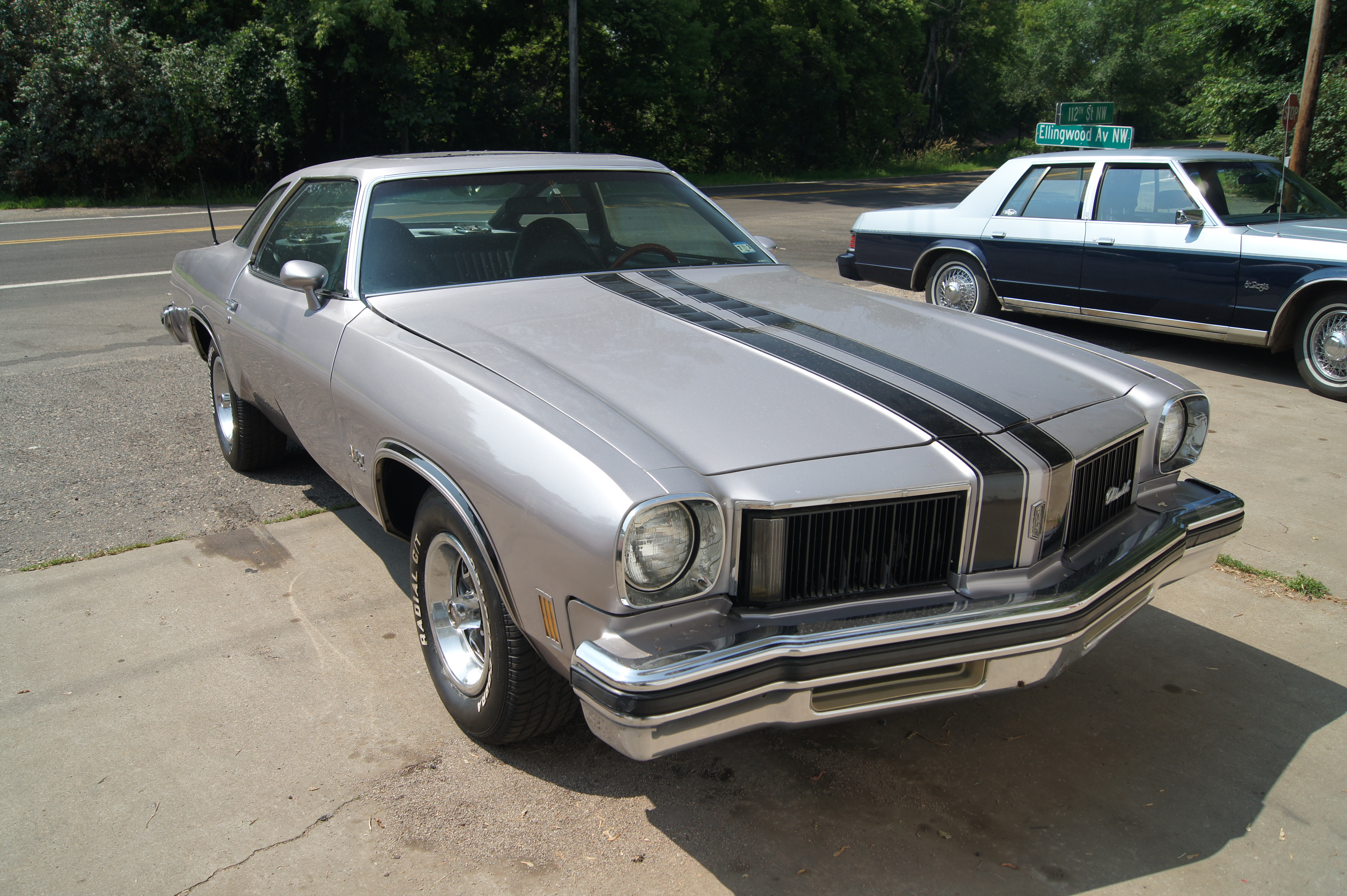
1975 Oldsmobile Cutlass 442

Der 442 wurde auf den Status eines Optik- und Fahrwerkspaketes reduziert (Bestellcode W29), lieferbar für den Oldsmobile Cutlass als Holiday Coupé, „S“ Sport Coupé und Holiday Coupé und für das Cutlass Supreme Cabriolet. Das Paket umfasste Sportfahrwerk (härtere Federn und Stoßdämpfer, Stabilisator vorne und hinten, untere Achslenker an der Hinterachse aus Vierkantrohren und Felgen im Format 7J×14), seitliche Zierstreifen, Embleme auf Kotflügeln und Kofferraumklappe, Hutzenattrappen auf der Motorhaube und einen speziellen Kühlergrill. Bei Bestellung des 7,5-Liters waren in die Heckstoßstange Aussparungen für die Auspuffrohre eingelassen. Auf Wunsch gab es den 7,5-Liter in stärkerer L75-Version, Serie war aber der kleinere 5,7-Liter-V8 (350 in3). Ein Hurst/Olds-Sondermodell diente in Indianapolis als Pace Car.
Wer 1972 einen 442 orderte, konnte noch immer die berühmte W30-Option mitbestellen, die einen mit 300 Netto-SAE-PS und 558 Nm noch immer potenten L77-Motor mit 7,5 Litern Hubraum und einen Doppel-Sportauspuff umfasste; weitere Merkmale waren ein Leichtbau-Aluminiumeinlasskrümmer, die W25-Ram Air-Motorhaube aus Fiberglas, Selbstsperrdifferenzial mit 3,42er-Achsantrieb (auf Wunsch 3,73:1) und ein verstärkter Kühler. Aus technischen Gründen gab es diesen Motor nicht in Verbindung mit Klimaanlage, und Servobremsen waren nur in Verbindung mit Automatikgetriebe erhältlich. Dieses Auto lebte zwar in der Abenddämmerung der Muscle-Car-Ära, war aber durchaus ernstzunehmen. Nur 659 W30-Coupés und 113 W30-Cabrios entstanden im Modelljahr 1972.
1973
Der 442 blieb als Paket für die Oldsmobile-Mittelklassemodelle im Angebot, verkaufte sich aber zunehmend schlechter und beschränkte sich bei ansonsten gegenüber den Ausgangsmodellen unveränderter Technik auf ein sportlicheres Fahrwerk und allerlei Streifenzierrat.
1978
Von 1978 bis 1980 offerierte Oldsmobile in begrenzter Auflage 442-Sondermodelle, deren Motorenpalette von einem 3,8-Liter-V6 bis zu einem Fünfliter-V8 mit Doppel-Registervergaser reichte. 1980 kam ein 5,7-Liter-V8 hinzu. 1979 stand auch wieder ein Hurst/Olds-Sondermodell im Programm.
Der 442 der Modelljahre 1978/79 basierte auf dem Oldsmobile Cutlass Salon mit Schrägheck, mithin auf dem unteren Ausstattungsniveau der erfolgreichen Cutlass-Serie. Den 442 gab es mit sämtlichen Motorvarianten, darunter dem 3,8-Liter-V6 mit Registervergaser, dem 4,3-Liter-V8 mit Registervergaser und dem Fünfliter-V8 mit Einfach-Register- (1978) oder Doppel-Registervergaser (1979). Für alle Motoren standen eine Dreigangautomatik und ein Viergang-Schaltgetriebe von Saginaw zur Verfügung, den 4,3-Liter gab es auch mit Fünfganggetriebe.
Äußere Kennzeichen des 442 waren Zierstreifen in Kontrastfarbe auf Schwellern und Türen und um die Radhäuser, ferner Embleme auf dem Kofferraumdeckel und im Innenraum. In Verbindung mit dem 442-Paket waren darüber hinaus sämtliche für den Cutlass Salon lieferbaren Extras erhältlich.

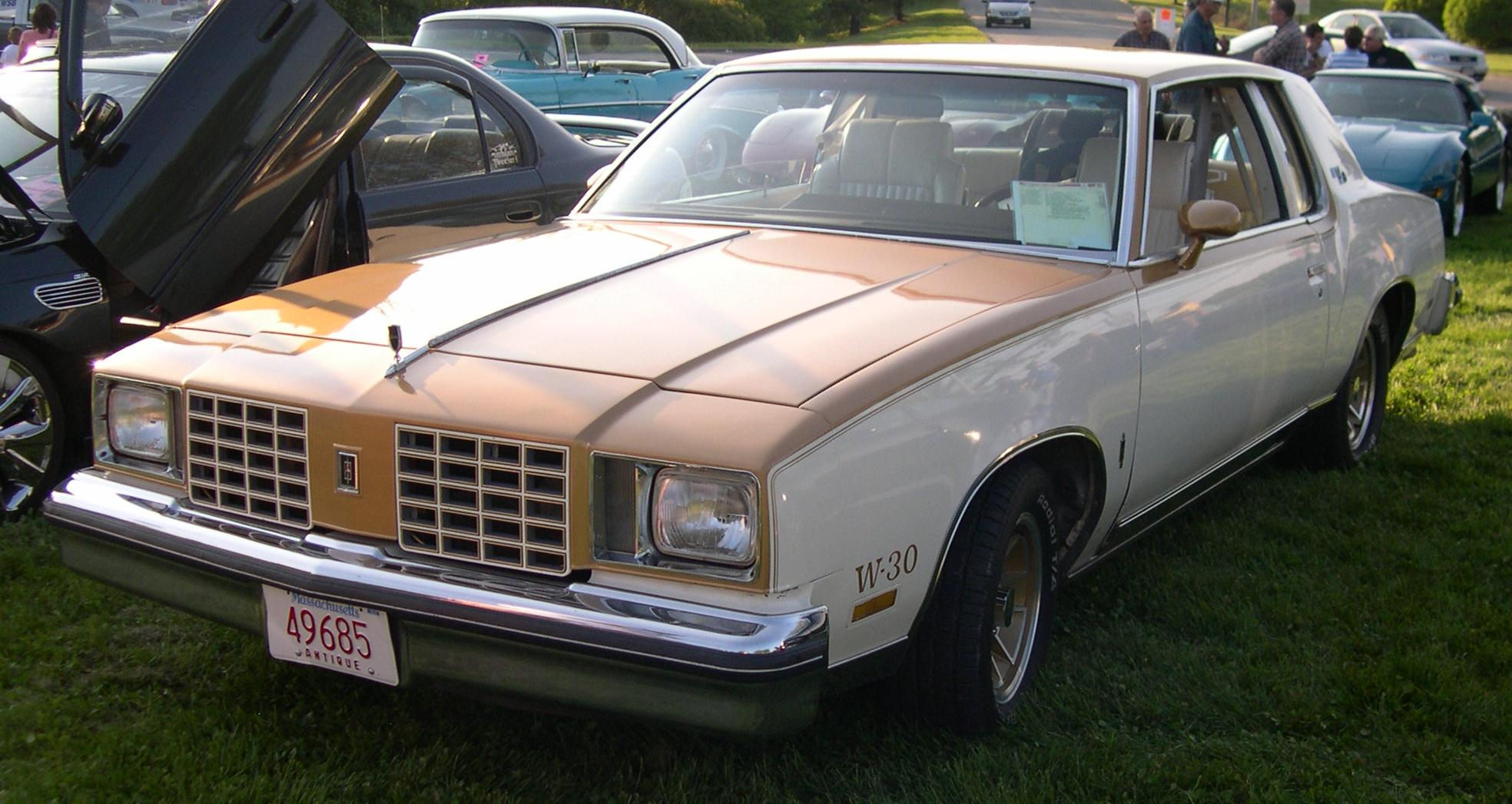
Hurst/Olds 1979

1979 bot Oldsmobile ein limitiertes Hurst/Olds-Modell an, das auf dem Cutlass Supreme-Stufenheckcoupé aufbaute. Dem Antrieb diente ein 5,7-Liter-V8 mit Doppel-Registervergaser aus den großen Oldsmobile Delta 88- und 98-Modellen, gekoppelt mit einer Dreigangautomatik. Den Hurst/Olds gab es nur mit Lackierung in Gold/Weiß oder Gold/Schwarz mit goldfarbenen Stoff- oder Kunstledersitzbezügen. Nur etwa 2000 Exemplare wurden gebaut.
Im Modelljahr 1980 wechselte der 442 ebenfalls zur Stufenheckkarosserie und erhielt W30-Embleme auf den vorderen Kotflügeln oberhalb der seitlichen Markierungsleuchten, dazu weniger auffällige Zierstreifen. Antrieb und Extras entsprachen den übrigen Cutlass-Modellen.
Das Modelljahr 1980 markierte das vorläufige Ende des 442.

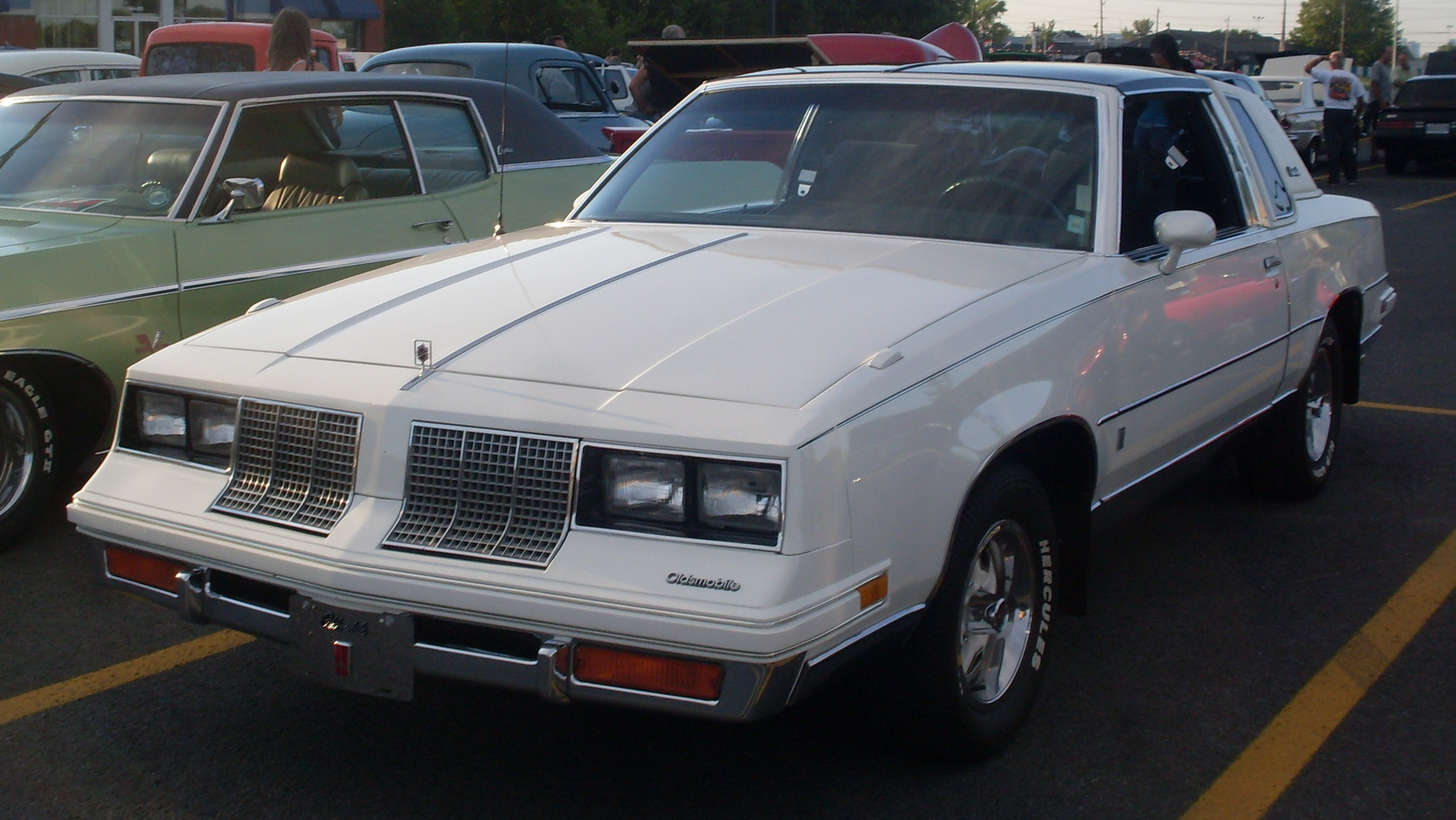
1985 Oldsmobile Cutlass Supreme

### Ausstattungslinie des Cutlass Supreme (1985–1987)
Die Bezeichnung 442 wurde 1985 für ein Modell auf Basis des Oldsmobile Cutlass Supreme-Coupés mit Hinterradantrieb wiederbelebt. Die Bezeichnung stand laut Werk jetzt für die Viergangautomatik, den Doppel-Registervergaser und den Doppelauspuff. Dieses W42-Modell ersetzte den Hurst/Olds der Modelljahre 1983 und 1984 und griff auf dessen LG8-Fünfliter zurück. Der Mittelschalthebel ragte aus einer Mittelkonsole zwischen den Sitzen hervor; zum serienmäßigen Lieferumfang gehörte auch das F41-Sportfahrwerk. Im ersten Modelljahr verkaufte Oldsmobile 3000 Exemplare. 1986 entstanden 4273 Stück, im folgenden Modelljahr 4208.
Mit der Einstellung des Cutlass Supreme mit Hinterradantrieb im Jahr 1987 verschwand auch der 442 – vorläufig.

### Cutlass Quad 442 (1990–1991)
Zum letzten Mal tauchte die Bezeichnung 442 Anfang der neunziger Jahre am Quad 442 auf Basis des frontgetriebenen Oldsmobile Cutlass Calais auf. Hier kam ein 2,3-Liter-Vierzylinder mit 16 Ventilen und zwei obenliegenden Nockenwellen zum Einsatz, der so genannte GM Quad-4-Motor. Die Maschine war mit Hochleistungsnockenwellen auf mehr Leistung bei hohen Drehzahlen getrimmt, allerdings auf Kosten eines unrunden Leerlaufs. Mit Einfachauspuff kam der Motor auf 183 PS, geschaltet wurde über ein Fünfganggetriebe. Diesen unwiderruflich letzten 442 gab es nur zwei Jahre lang.